# Lijst van vindplaatsen van fossielen in Nederland
Dit is een lijst van vindplaatsen van fossielen in Nederland. De meeste hier genoemde locaties zijn niet zonder meer openbaar toegankelijk. Verschillende verenigingen, onder andere de GEA, NGV en de WTKG, organiseren excursies naar vindplaatsen van fossielen; zie onderaan voor meer informatie hierover.

## Tijdvakken

### Ordovicium
(488.3 miljoen tot 443.7 miljoen jaar geleden)
- Zwerfstenen met fossielen van deze ouderdom, onder andere op de Hondsrug. Tussen Haren en Groningen. Vooral koralen, maar ook onder andere trilobieten. Op deze plaats worden ook (jongere) vondsten uit het Siluur en Krijt gemeld.

### Carboon
(359.2 miljoen tot 299 miljoen jaar geleden)
- Steenstort Laura & Steenstort Julia. Bij Eygelshoven. Steenstort van de voormalige kolenmijnen Laura & julia. Er zijn hier voornamelijk plantenfossielen te vinden.
- Steenstort Emma en Hendrik. Bij Brunssum. Steenstort van voormalige kolenmijnen Emma en Hendrik.

### Trias
(251 miljoen tot 199,6 miljoen jaar geleden)
- Winterswijkse Steengroeve. Bij Ratum ten oosten van Winterswijk. Hier komen afzettingen uit het Muschelkalk (228-245 miljoen jaar oud) aan de oppervlakte. Er kunnen onder andere schelpafdrukken, ichnofossielen, en gefossiliseerde voetsporen worden gevonden. Uit de groeve zijn enkele botvondsten van Nothosaurus bekend. Behalve voor fossielen is de groeve interessant voor de sedimentaire structuren zoals gefossiliseerde golfribbels, regendruppels en krimpscheuren. Er komen verschillende mineralen voor.

### Krijt
(145,5 miljoen tot 65,5 miljoen jaar geleden)
- Sint Pietersberg. Bij Maastricht. In 1998 werd hier een compleet fossiel van een Maashagedis (Mosasaurus) gevonden dat de naam "Bèr" kreeg. In de ENCI-groeve worden excursies georganiseerd. De groeve herbergt het stratotype van het Maastrichtien.
- Groeve 't Rooth. Bij Cadier en Keer. Met name tweekleppigen, koralen en zee-egels. De groeve is niet meer toegankelijk voor publiek.

### Eoceen
(55,8 miljoen tot 33,9 miljoen jaar geleden)
- Strand "De Kaloot". Bij Vlissingen. haaientanden, enkele mollusken
- Strand Cadzand kilometervak 14-377. mollusken, zandstenen met fossiele mollusken (zoals Venericor planicosta), haaientanden

### Oligoceen
(33,9 miljoen tot 23,03 miljoen jaar geleden)
- Cerithiumklei Krekelsbosch kilometervak 189-319.
- Strand "De Kaloot". Bij Vlissingen. haaientanden, enkele mollusken

### Mioceen
(23,03 miljoen tot 5,332 miljoen jaar geleden)
- Strand "De Kaloot". Bij Vlissingen. Hier spoelen haaien- en roggentanden en enkele mollusken  aan.
- Strand Cadzand kilometervak 14-377. haaien- en roggentanden
- Zand- en grindgroeve De Groot. Bij Ubach over Worms (Limburg).
- Strand Zwarte polder tussen Cadzand en Breskens.

### Plioceen
(5,332 miljoen tot 2,588 miljoen jaar geleden)
- De Kauter - De Meester van der Heijden-groeve bij Nieuw-Namen (Zeeuws-Vlaanderen). Deze groeve is onder beheer van Staatsbosbeheer en dagelijks te bezichtigen. Er is een zandbak waar schelpen verzameld mogen worden, meenemen uit andere plekken in de groeve is niet toegestaan.
- Strand "De Kaloot". Bij Vlissingen. Hier spoelen vooral mollusken, verder ook haaien- en roggentanden aan.
- Strand Cadzand kilometervak 14-377. Vooral mollusken, verder ook haaien- en roggentanden
- Strand Zwarte polder tussen Cadzand en Breskens. Vooral mollusken, verder ook haaientanden

### Pleistoceen
(2,588 miljoen jaar tot 11.500 jaar geleden)
- Kleigroeve Russel-Tiglia, Egypte bij Tegelen. Vooral mollusken (zoetwater- en land soorten) en plantenresten (zaden en vruchten), daarnaast fossielen van grote (zeldzaam) en kleine (iets algemener) zoogdieren (muizentanden) (Vroeg Pleistoceen: Laat Tiglien; ongeveer 2 miljoen jaar oud). De groeve wordt nu niet meer gebruikt en staat onder water!.
- Strand "De Kaloot". Bij Vlissingen. mollusken zoogdieren, muizen- bever- rundertanden Vroeg- en Midden Pleistoceen, Eemien, Weichselien
- Strand Cadzand kilometervak 14-377. mollusken Vroeg- en Midden Pleistoceen, Eemien, Weichselien
- Strand Zwarte polder tussen Cadzand en Breskens. Vooral mollusken waaronder veel (Corbicula fluminalis)
- Noordzeebodem. Veel zoogdierbotten waaronder mammoetfossielen die door vissers worden bovengehaald. Vooral uit de omgeving van de Bruine Bank.
- De Maasvlakte (bij Rotterdam) is opgespoten met zand van de Noordzeebodem. Hier spoelen vooral veel mollusken aan, daarnaast zijn zoogdierfossielen te vinden. (Vroeg- en Midden Pleistoceen, Eemien en Weichselien)
- Op de Noordzeestranden van de Waddeneilanden spoelen vrij veel mollusken aan met een Eemien ouderdom. De schelpen zijn afkomstig uit lagen uit dit interglaciaal die vooral ten noorden van Texel heel dicht onder de zeebodem liggen. Bekende plaatsen zijn De Slufter op Texel en het Noordzeestrand van de Boschplaat op Terschelling.